# جوردن جاكسون
جوردن جاكسون (بالإنجليزية: Jordan Jackson)‏ (19 سبتمبر 1990 بأوفرلاند بارك في الولايات المتحدة - ) هي لاعبة كرة قدم أمريكية في مركز الوسط. لعبت مع هيوستن داش.

## وصلات خارجية
- جوردن جاكسون على موقع قاعدة بيانات كرة القدم.إي يو (الإنجليزية)
- جوردن جاكسون على موقع Soccerway.com (الإنجليزية)